# المداهرة (حبيش)

تعديل مصدري - تعديل

المداهرة محلة تابعة لقرية نوعان، التابعة لعزلة الصدر بمديرية حبيش إحدى مديريات محافظة إب في الجمهورية اليمنية، بلغ تعداد سكانها 115 حسب تعداد اليمن لعام 2004.